# Santa Ana Nextlalpan
Santa Ana Nextlalpan – miasto w Meksyku, w stanie Meksyk.